# Raimondas Rumšas (cyclisme, 1994)
Raimondas Rumšas junior, né le 20 août 1994 à Kaunas, est un coureur cycliste lituanien. 

## Biographie
Raimondas Rumšas naît le 20 août 1994 à Kaunas. Son père, également prénommé Raimondas, a été cycliste professionnel et s'est notamment classé troisième du Tour de France 2002, avant d'être impliqué dans des affaires de dopage. Son petit frère  Linas, décédé en avril 2017, a également pratiqué le cyclisme en Italie jusqu'à sa mort.
En 2012, il devient champion de Lituanie sur route juniors (moins de 19 ans). La même année, il représente son pays lors des championnats du monde. Il court ensuite au sein de divers clubs italiens lors de ses quatre saisons espoirs (moins de 23 ans). 
En juillet 2017, il remporte en solitaire la Freccia dei Vini, où il rend hommage à son frère Linas, décédé quelques semaines plus tôt. Le 4 septembre 2017, lors d'un test inopiné chez lui, il est contrôlé positif à une hormone de croissance. Il est suspendu 4 ans, jusqu'au 22 octobre 2021.

## Palmarès
- 2012
  -  Champion de Lituanie sur route juniors
- 2015
  - 2e du championnat de Lituanie du contre-la-montre espoirs
- 2016
  -  Champion de Lituanie du contre-la-montre espoirs
  - 2e du championnat de Lituanie sur route espoirs
  - 3e du championnat de Lituanie du contre-la-montre
- 2017
  - Freccia dei Vini
  - Mémorial Filippo Micheli
  - Coppa Bologna
  - 2e du Giro del Montalbano
  - 3e du championnat de Lituanie du contre-la-montre